# Батіжок (притока Будківки)
Батіжок — річка в Україні, у межах Липовецького району Вінницької області. Права притока р. Будківка (притока Собу, басейн Південного Бугу).  Довжина — 7,6 км, площа басейну - 18,7 км².
Бере початок на околиці села Ганнівка. Тече переважно на південний схід через села Ганнівка та Улянівка.